# Racingränder

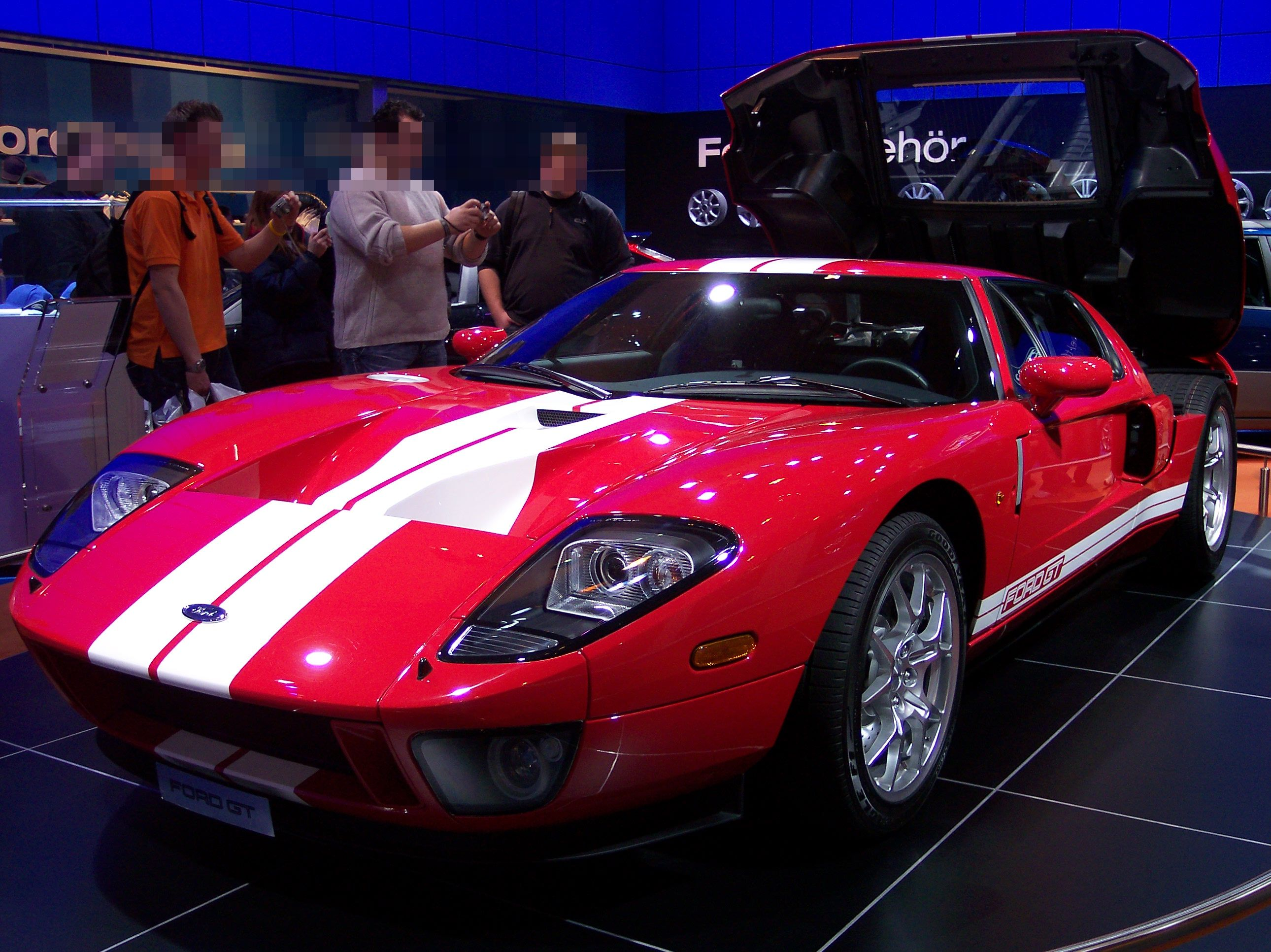
Röd Ford GT med vita racingränder.

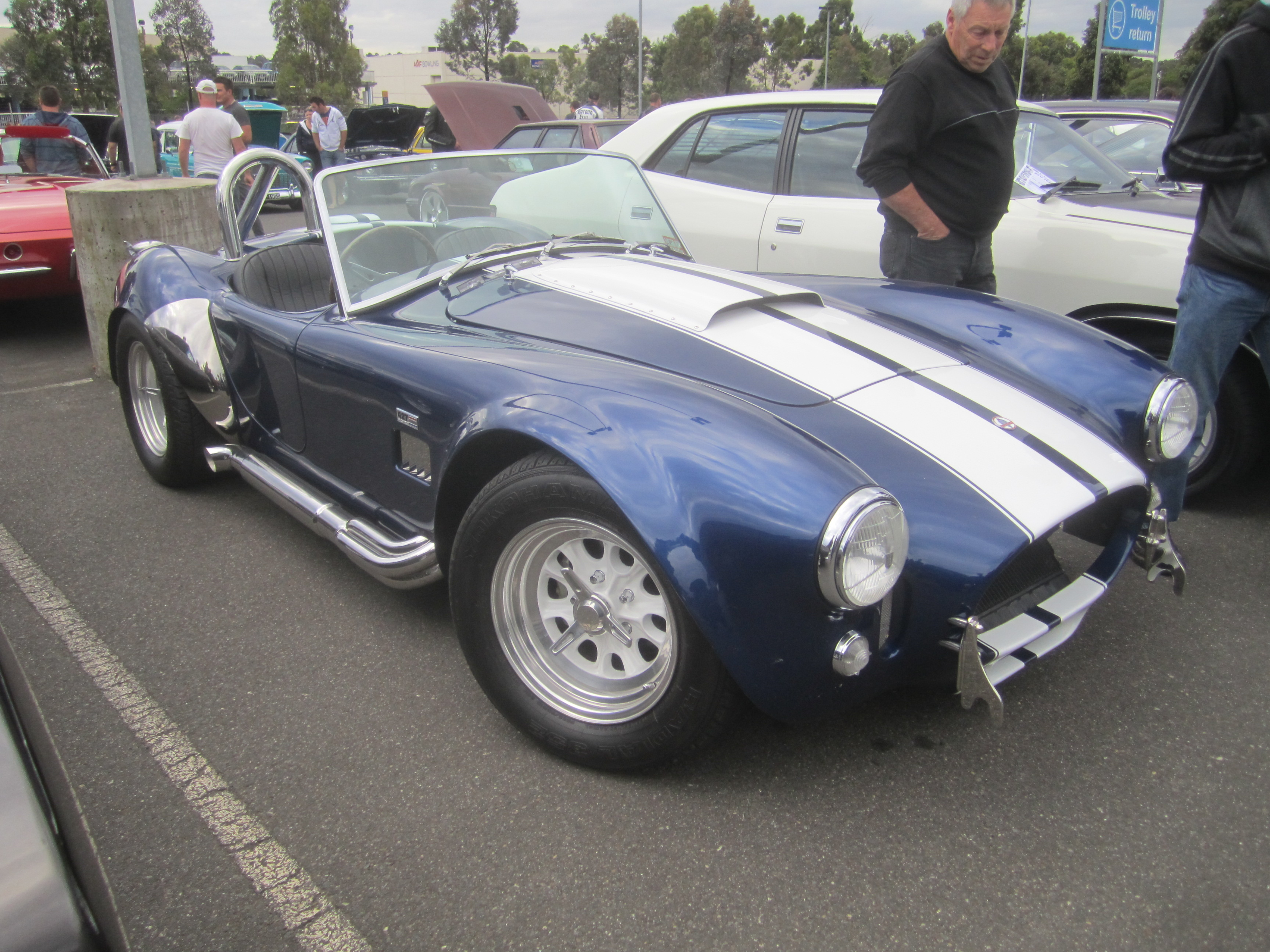
Blå AC 427 med vita ränder.

Racingränder, även kallat "Le Mansränder" eller "rallyränder", är vanligtvis två ränder som målats från framsidan till baksidan av bilen och som främst förekommer på sportbilar. 
Ursprungligen användes ränderna som hjälp för att identifiera bilarna på sportvagnstävlingar på grund av bilarnas höga hastighet på banan. Ränderna var då nödvändiga, eftersom färgen på bilarna ofta inte indikerade skaparen av bilarna, inte heller vilket land bilarna kom från. Det var viktigt att tydligt kunna se vilket land bilarna kom från.
Det finns teorier att ränderna hjälper bilarnas aerodynamik. Det finns även rykten om att erfarna racerförare gav nybörjare ränder till deras bilar som ett tecken på att förarna var nya eller att de var oerfarna.